# Dolní Kamenice (Holýšov)
Dolní Kamenice (německy Nieder Kamenzen) je vesnice, část města Holýšov v okrese Plzeň-jih v Plzeňském kraji. Nachází se asi 2 km na jihozápad od Holýšova. Prochází tudy železniční trať Plzeň – Furth im Wald. Je zde evidováno 67 adres. V roce 2011 zde trvale žilo 114 obyvatel.
Dolní Kamenice leží v katastrálním území Dolní Kamenice u Holýšova (do roku 2017 Dolní Kamenice u Staňkova) o rozloze 2,92 km².

## Historie
První písemná zmínka o vesnici pochází z roku 1115.

## Obyvatelstvo
| Rok            | 1869 | 1880 | 1890 | 1900 | 1910 | 1921 | 1930 | 1950 | 1961 | 1970 | 1980 | 1991 | 2001 | 2011 | 2021 |
| -------------- | ---- | ---- | ---- | ---- | ---- | ---- | ---- | ---- | ---- | ---- | ---- | ---- | ---- | ---- | ---- |
| Počet obyvatel | 252  | 234  | 231  | 220  | 239  | 231  | 250  | 186  | 176  | 170  | 124  | 93   | 97   | 114  | 123  |
| Počet domů     | 36   | 37   | 37   | 38   | 38   | 38   | 48   | 51   | 50   | 49   | 41   | 43   | 44   | 50   | 57   |

## Obecní správa
Při sčítání lidu v letech 1850–1899 Dolní Kamenice byla osadou obce Horní Kamenice v okrese Horšův Týn. V letech 1900–1920 byla osadou obce Kamenice v okrese Horšův Týn. V letech 1921–1960 byla samostatnou obcí, se kterým patřila nejprve do okresu Horšovský Týn, ale v roce 1950 v okrese Stod. V letech 1960–1980 byla znovu částí obce Horní Kamenice v okrese Domažlice. Od 1. května 1980 je částí města Holýšov v okrese Domažlice, ale od 1. ledna 2021 v okrese Plzeň-jih. Poté se Horní Kamenice opět osamostatnila, ale Dolní Kamenice již zůstala součástí Holýšova.

## Další fotografie

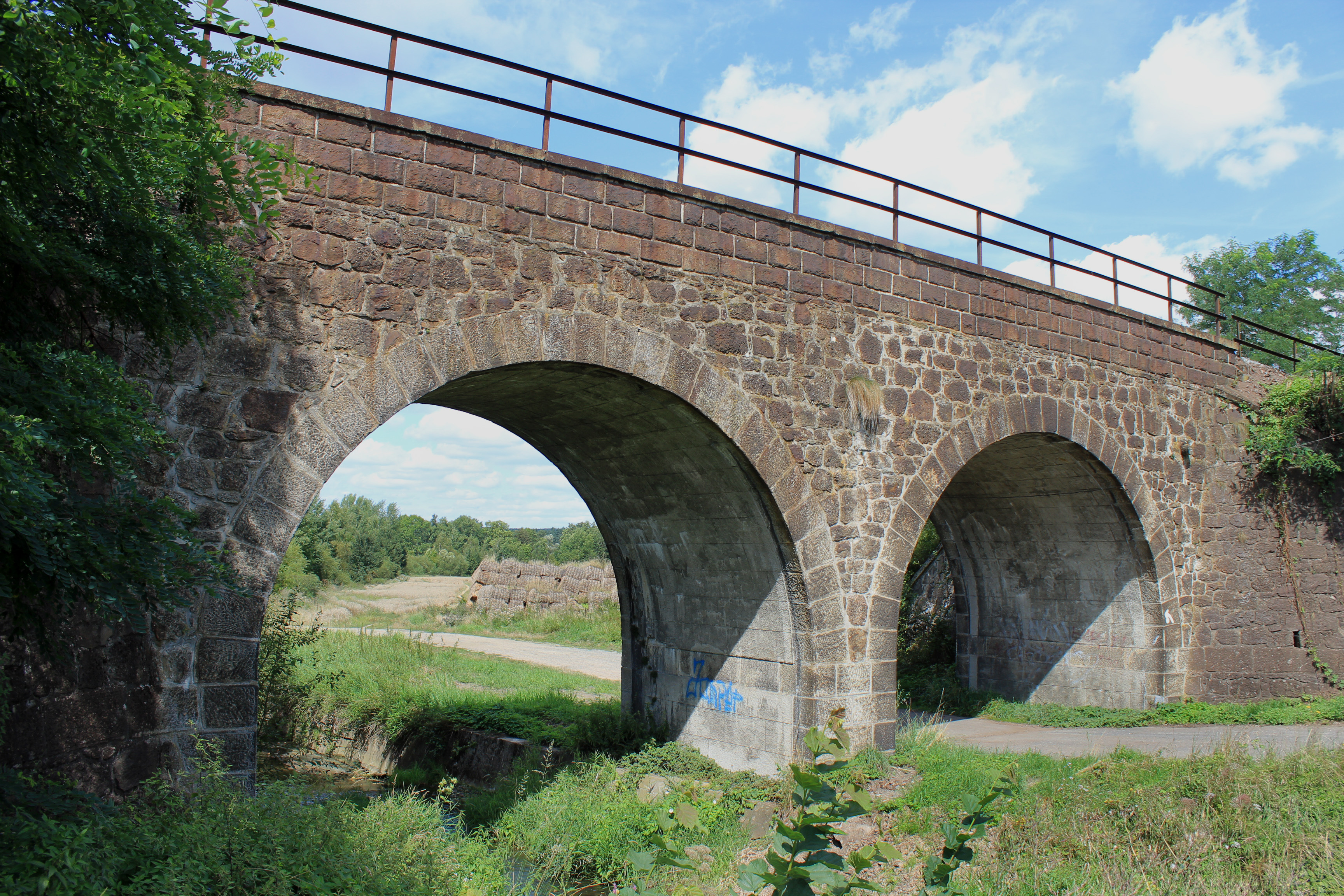
Viadukt přes Srbický potok
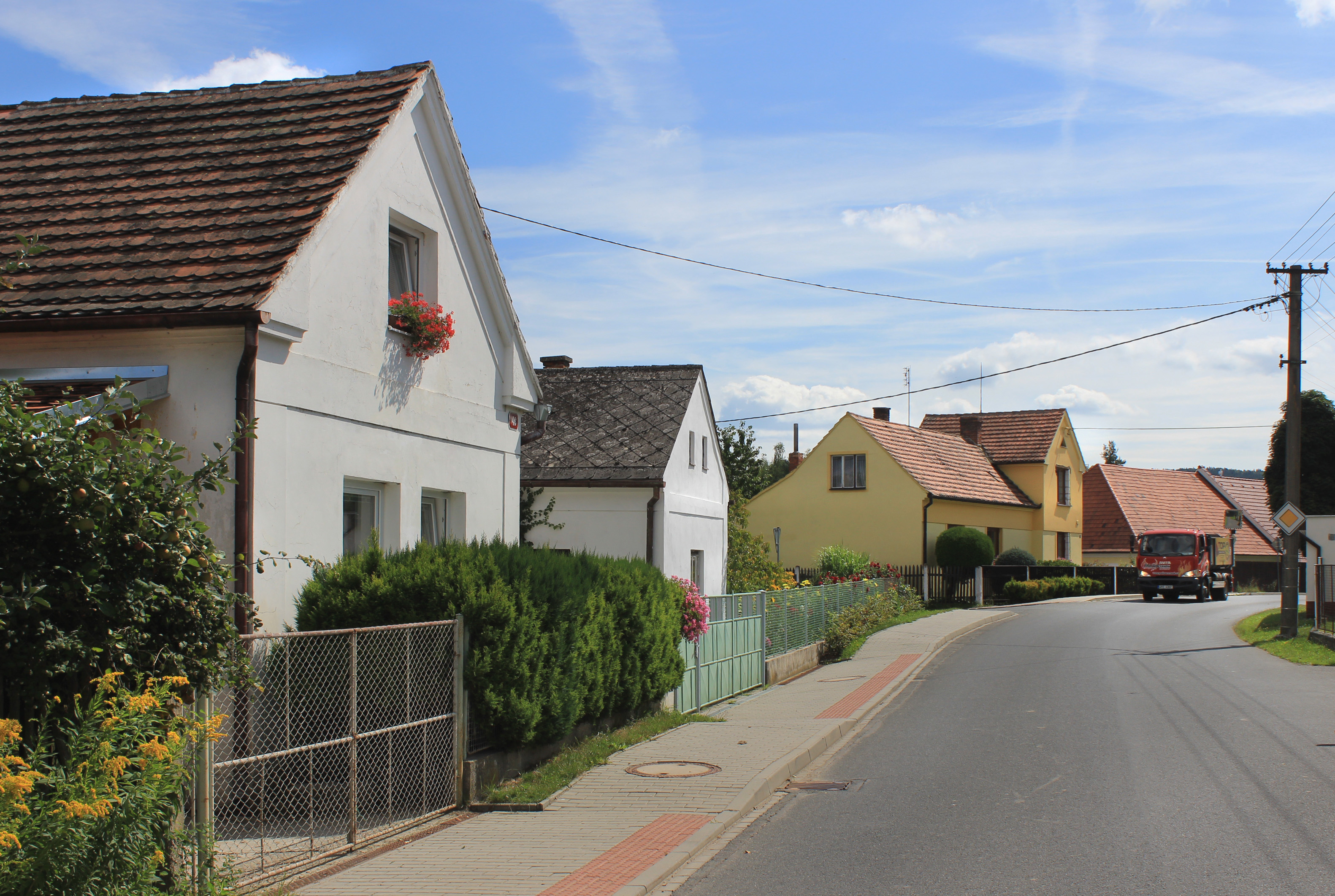
Hlavní silnice
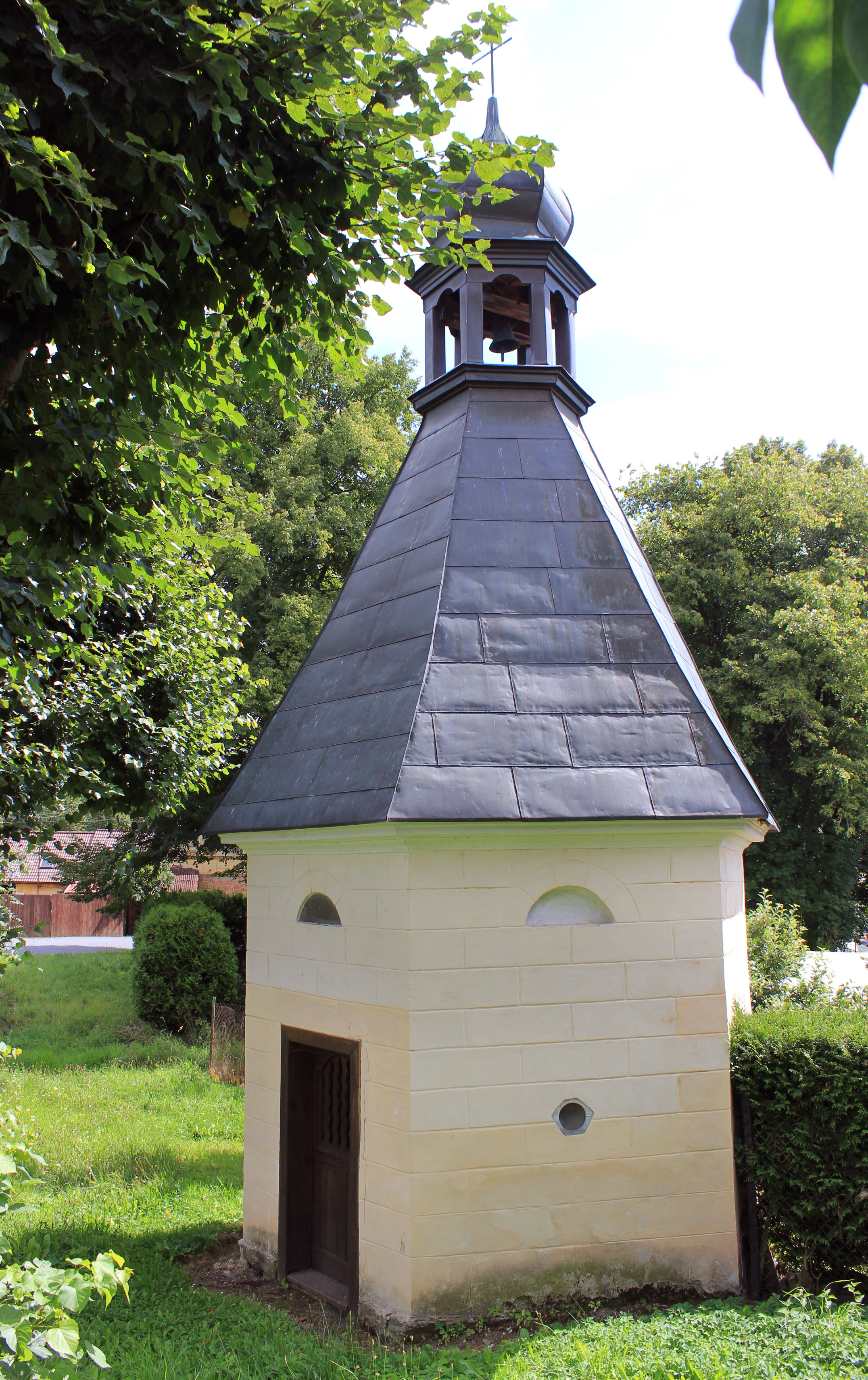
Kaple u návsi